# Popoli indigeni
Per popoli indigeni o aborigeni o nativi oppure autoctoni (dal latino indigena, composto di inde, ivi, e -geno, nato, corrispondente latineggiante del lemma autoctono) si intendono quelle popolazioni le cui origini della presenza, in un particolare territorio, risalgono alla preistoria.

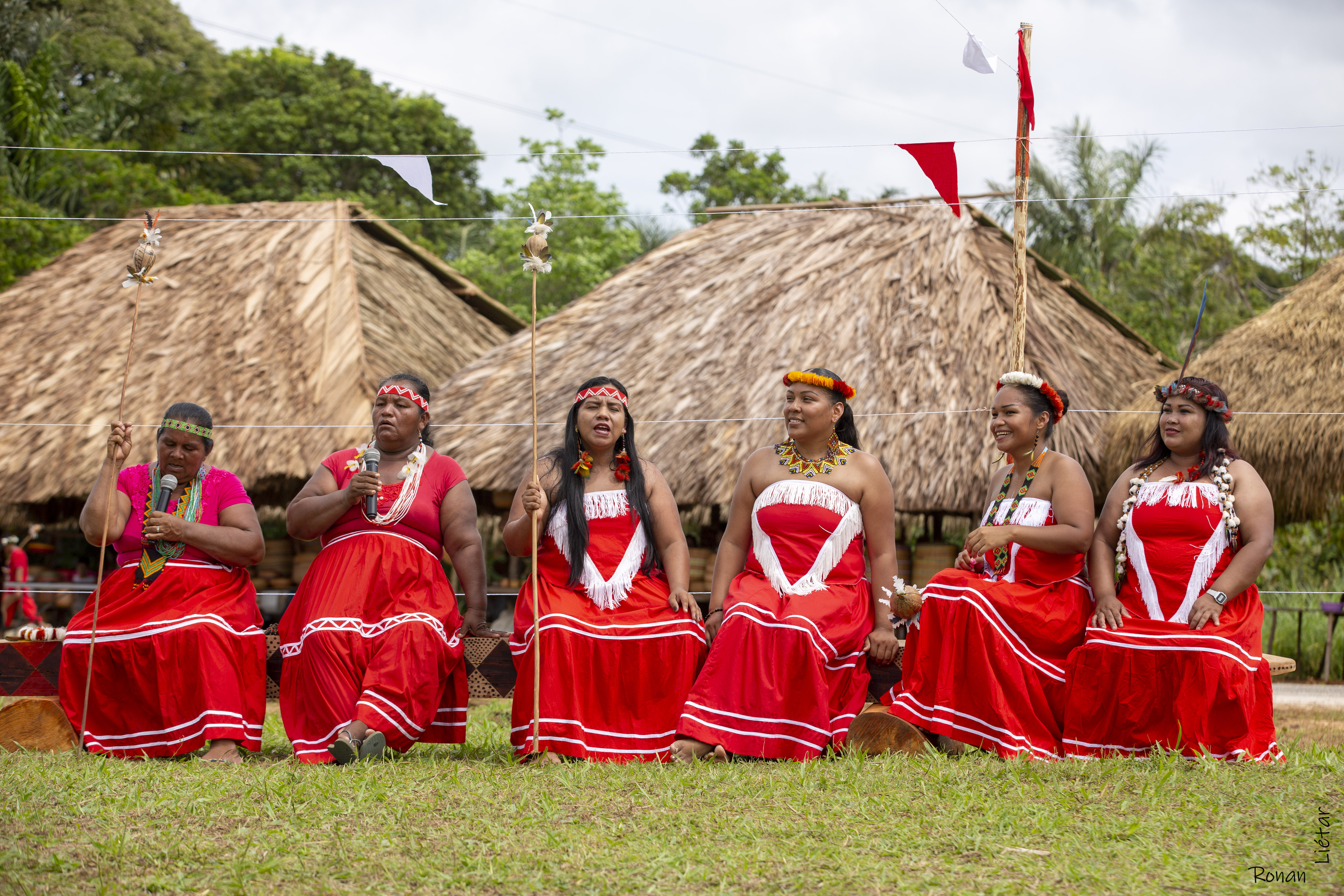
Indigeni Palikur che eseguono canti tradizionali durante una cerimonia nell'agosto 2019.

## Terminologia
Il termine viene utilizzato con uno spettro più ampio, prescindendo spesso dalla caratteristica delle presenza territoriale ininterrotta dalle età primordiali, anche a causa dell'evidente difficoltà nello stabilirne la diretta discendenza.
Esso viene così ad indicare più spesso l'anteriorità di occupazione di un territorio rispetto alla dominazione coloniale e la conseguente condizione di popolo oppresso e tutt'oggi in lotta per l'emancipazione e la conquista di diritti umani e civili. 
Nel 1982 il United Nations Working Group on Indigenous Populations (WGIP) ha coniato una definizione legale (proposta preliminarmente da José R. Martínez-Cobo, Special Rapporteur on Discrimination against Indigenous Populations).

## Storia
Storicamente i popoli indigeni si sono opposti a qualsiasi tentativo da parte degli estranei di definire la propria identità o influenzare le loro strutture tradizionali di governance. Per altro verso, per buona parte dell'affermazione delle forme di Stato moderno tali popolazioni hanno rappresentato una contraddizione intrinseca stesso principio di cittadinanza, tanto che la stessa civiltà occidentale è giunta a riconoscerli come soggetti di diritto assai tardi. Negli Stati Uniti d'America è solo il 1924 che si segnala come l'anno in cui i nativi americani ottennero la cittadinanza USA, mentre in Australia gli appartenenti alle popolazioni autoctone dovettero attendere il 1967. 
Ancora al giorno d'oggi vi sono Stati dove la preponderanza nazionale di una componente si esprime con la negazione alle minoranze indigene dei minimi requisiti dell'appartenenza alla comunità statuale: ad essi si rivolge la Dichiarazione dei diritti dei popoli indigeni, a seguito della quale nel maggio 2016 la quindicesima sessione dello United Nations Permanent Forum on Indigenous Issues (UNPFII) ha ribadito la necessità di "speciale protezione" dei gruppi etnici, i cui diritti specifici derivano da una presenza territoriale anteriore al più recente insediamento umano.
Pare, secondo alcune fonti redatte dagli stessi conquistadores, che le popolazioni Indigene non riuscissero a usare le scale. Il funzionamento di queste non era chiaro agli occhi dei nativi e in alcune località non sono state ritrovati ruderi o resti di scale.

## Nativismo
Con nativismo si intende che uno Stato persegue una politica atta a dare privilegi alla popolazione nativa del territorio:
un esempio è la Germania del Terzo Reich che dava diritti e privilegi ai tedeschi autoctoni mentre i popoli non-nativi quali Ebrei, Rom e Africani venivano perseguitati.
Politiche di nativismo al giorno d'oggi si possono trovare in Liberia, che concede la cittadinanza solo a nativi africani, o in Cina, che privilegia il gruppo autoctono maggioritario di etnia Han.
In Zimbabwe, dopo la guerra civile rhodesiana, Robert Mugabe perseguì una politica di esproprio e persecuzione nei confronti dei cittadini bianchi di origine europea, a favore dei cittadini neri africani autoctoni.
Nell'Europa balcanica, dopo l'indipendenza dagli Ottomani, gli Stati locali emisero leggi per espellere le persone di ceppo turco di origine asiatica, a favore dei nativi europei.